# Frederik Willem van Mecklenburg-Schwerin (1675-1713)
Frederik Willem (Grabow, 28 maart 1675 – Mainz, 31 juli 1713) was hertog van Mecklenburg-Schwerin van 1692 tot 1713. Hij was de zoon van Frederik van Mecklenburg-Schwerin en Christina Wilhelmina van Hessen-Homburg en alzo een kleinzoon van hertog Adolf Frederik I.
In 1688 erfde hij de Grabow-apanage van zijn overleden vader en na het overlijden van zijn oom Christiaan Lodewijk I in 1692 werd hij regerend hertog van Mecklenburg-Schwerin.
Na de dood van Gustaaf Adolf van Mecklenburg-Güstrow zonder erfgenaam in 1695 ontstond een erfenisdispuut met zijn jongste oom Adolf Frederik II die als schoonzoon graag als opvolger wenste gezien te worden. Pas bij het Vergelijk van Hamburg 1701 werd een overeenkomst bereikt door een herverdeling van de Mecklenburgse gebieden. Zo ontstond het deelhertogdom Mecklenburg-Strelitz dat evenwel deel bleef uitmaken van de Mecklenburgse staat.
Frederik Willem huwde te Kassel op 2 januari 1704 met Sofia Charlotte van Hessen-Kassel (Kassel 16 juli 1678 – Bützow 30 mei 1749), dochter van landgraaf Karel. Het huwelijk bleef kinderloos. Frederik Willem had echter wel talloze maîtresses bij wie hij zeker negen kinderen had, waaronder:
- Frederika Wilhelmina van Mecklenburg (Boitzenburg 1702 – Schwerin 1748); ∞ (1719) Herman Christiaan van Wolffradt (overleden Dömitz 1723)
- Margaretha Dorothea Gredler (overleden Dömitz 1744)

Beide dames waren maîtresse van hun oom Karel Leopold van Mecklenburg-Schwerin.
Zonder wettige kinderen ter opvolging kwam het hertogdom na zijn overlijden toe aan zijn jongere broer, Karel Leopold.